# The Chess Box (Willie-Dixon-Album)
The Chess Box ist ein Album, das einen Überblick über das Werk von Willie Dixon als Musiker, Produzent und Songwriter gibt. Es erschien am 22. November 1988 bei Chess Records. Neben einigen seiner eigenen Songs enthält die Doppel-CD-Box alle wesentlichen Songs, die Willie Dixon als den bedeutendsten Songschreiber des Chicago Blues ausweisen so zum Beispiel Hoochie Coochie Man, Spoonful, I’m Ready, Wang Dang Doodle, Little Red Rooster, I Ain’t Superstitious und I Just Want to Make Love to You. Die Aufnahmen der Songs sind unter anderem von Muddy Waters, Howlin’ Wolf, Sonny Boy Williamson II., Little Walter und Bo Diddley. Die Box enthält neben den CDs auch ein 16-seitiges Booklet mit ausführlichen Linernotes und Daten zu den einzelnen Songs. 1990 wurde das Album in die Blues Hall of Fame aufgenommen.
Nach dem Hören der CDs merkte ein Käufer an: „Ich habe Willie Dixon immer gemocht, aber ich habe nicht gewusst, wie einflussreich er war.“ Diesen Einfluss dokumentiert das Album.

## Titelliste
| Chess Box Songs DISC 1: 1. My Babe – Little Walter 2. Violent Love – The Big Three 3. Third Degree – Eddie Boyd 4. Seventh Son – Willie Mabon 5. Crazy For My Baby – Willie Dixon 6. Pain in My Heart – Willie Dixon 7. I’m Your Hoochie Coochie Man – Muddy Waters 8. Evil – Howlin’ Wolf 9. Mellow Down Easy – Little Walter 10. When the Lights Go Out – Jimmy Witherspoon 11. Young Fashioned Ways – Muddy Waters 12. Pretty Thing – Bo Diddley 13. I’m Ready – Muddy Waters 14. Do Me Right – Lowell Fulson 15. I Just Want to Make Love to You – Muddy Waters 16. Tollin’ Bells – Lowell Fulson 17. 29 Ways – Willie Dixon 18. Walkin’ the Blues – Willie Dixon | Chess Box Songs DISC 2: 1. Spoonful – Howlin’ Wolf 2. You Know My Love – Otis Rush 3. You Can’t Judge a Book by It’s Cover – Bo Diddley 4. I Ain’t Superstitious – Howlin’ Wolf 5. You Need Love – Muddy Waters 6. Little Red Rooster – Howlin’ Wolf 7. Back Door Man – Howlin’ Wolf 8. Dead Presidents – Little Walter 9. Hidden Charms – Howlin’ Wolf 10. You Shook Me – Muddy Waters 11. Bring It on Home – Sonny Boy Williamson 12. 300 Pounds of Joy – Howlin’ Wolf 13. Weak Brain, Narrow Mind – Willie Dixon 14. Wang Dang Doodle – Koko Taylor 15. The Same Thing – Muddy Waters 16. Built For Comfort – Howlin’ Wolf 17. I Can’t Quit You Baby – Little Milton 18. Insane Asylum – Koko Taylor |

## Kritikerstimmen
- Dixon is regarded as something of an elder statesman, composer, and spokesperson of American blues. Bruce Eder[3]
- ...its only disappointment is that its label-centricity excludes Dixon's work for Cobra with then-youngsters Otis Rush and Buddy Guy. Ted Drozdowski[4]
- ...but since he didn't write anything for Chuck Berry, that side of Dixon's history is left out, despite his having played bass on most of Berry's early recordings. Bruce Eder[5]